# 38.M Toldi I
38.M Toldi I – węgierski czołg lekki z okresu II wojny światowej. Licencyjna wersja szwedzkiego czołgu Stridsvagn L-60, produkowany w zakładach MÁVAG i Ganz na licencji firmy AB Landsverk.

## Historia

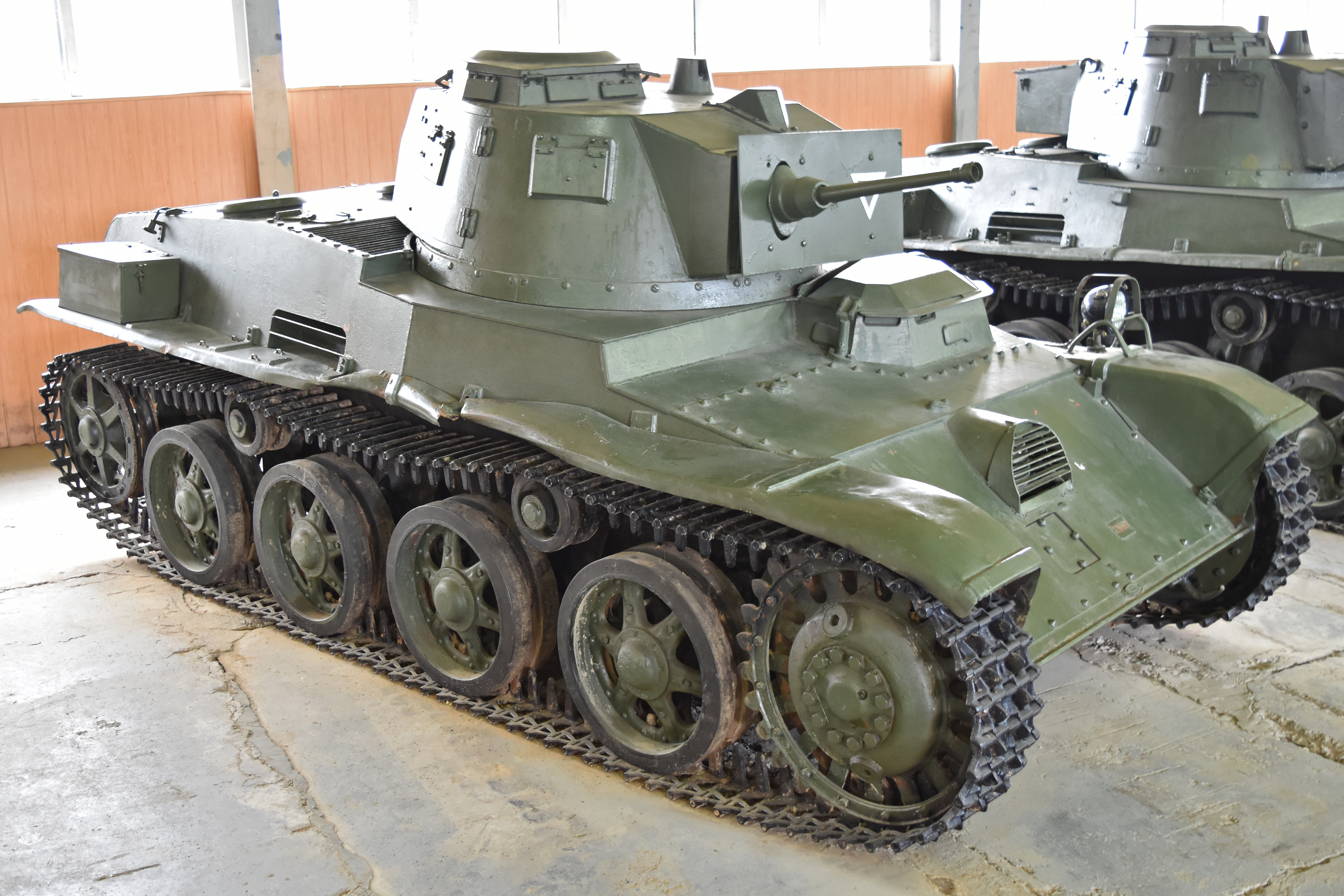
Egzemplarz w muzeum czołgów w Kubince

W 1938 roku Węgry zakupiły licencję na produkcję szwedzkiego czołgu Stridsvagn L-60, a w roku 1938 został przyjęty na wyposażenie wojska węgierskiego jako 38.M Toldi. W lutym 1939 roku dwie firmy: MÁVAG i Ganz otrzymały zamówienie na 80 czołgów (po 40 szt. w każdym z tych zakładów). Pierwsze czołgi opuściły hale produkcyjne w roku 1940, a ostatnie w roku 1941.
W roku 1941 rozpoczęto produkcję wersji zmodernizowanej oznaczonej jako 38.M Toldi II. Zaś w roku 1944 zmieniono oznaczenie czołgów Toldi I na k.hk. A20, a czołgów Toldi II na k.hk. B20.
W latach 1941–1945 czołgi Toldi I i Toldi II brały udział w walkach z wojskami radzieckimi.

## Konstrukcja
Kadłub czołgu wykonano z nitowanych, walcowanych płyt pancernych. Grubość pancerza wynosiła z przodu oraz z boków 13 mm, z tyłu 10 mm, a nad przedziałem silnika i dnie kadłuba 5 mm. Dwuosobową wieżę zaś wykonano ze spawanych płyt pancernych. Umieszczono w niej uzbrojenie, które stanowiła rusznica przeciwpancerna 36.M kal. 20 mm oraz km 34/37 A.M. kal. 8 mm (wariant czechosłowackiego km ZB vz. 35).

## Zachowane egzemplarze
Egzemplarz tego czołgu jest wystawiony w muzeum czołgów w Kubince w Rosji.